# Công ty cổ phần bánh kẹo Hải Hà
Công ty cổ phần bánh kẹo Hải Hà (Hai Ha Confectionery JSC hay Haihaco) là một công ty chuyên về bánh kẹo tại Việt Nam.

## Quá trình hoạt động
Hải Hà được thành lập năm 1960, là một xí nghiệp nhỏ với công suất 2000 tấn/ năm.
Hải Hà được thành lập năm 1960, là một xí nghiệp nhỏ với công suất 2000 tấn/ năm. Ngày nay, Công ty đã phát triển thành Công ty Cổ phần Bánh kẹo Hải Hà với quy mô sản xuất lên tới 20.000 tấn/ năm. Hiện công ty đã có hệ thống phân phối rộng khắp các tỉnh thành khắp cả nước, với đa dạng các kênh bán hàng truyền thống cũng như hiện đại. Bên cạnh đó, các sản phẩm của công ty được xuất khẩu tới 13 quốc gia trên thế giới, sản phẩm được tiêu thụ cả ở những quốc gia hàng đầu như Hoa Kỳ, Nhật Bản, Hàn Quốc...
Hiện công ty có 3 nhà máy sản xuất tại KCN Bắc Ninh, TP Nam Định,TP Việt Trì và hai chi nhánh phân phối hàng hóa tại TP. Hồ Chí Minh và Đà Nẵng.
Năm 2003: Công ty thực hiện cổ phần hóa theo quyết định số 191/2003/QĐ-BCN ngày 14/11/2003 của Bộ Công nghiệp.
Công ty chính thức hoạt động dưới hình thức Công ty cổ phần từ ngày 20/01/2004 theo Giấy chứng nhận đăng ký kinh doanh số 0103003614 do Sở Kế hoạch và đầu tư thành phố Hà Nội cấp và thay đổi lần thứ bảy ngày 09/05/2018.
Năm 2017: Tổng công ty thuốc lá Việt Nam (Vinabata) thoái toàn bộ 51% vốn sở hữu tại bánh kẹo Hải Hà 

## Ngành nghề hoạt động[2]
- Sản xuất, kinh doanh bánh kẹo và chế biến thực phẩm.
- Kinh doanh xuất nhập khẩu: nguyên vật liệu, máy móc thiết bị, sản phẩm chuyên ngành, hàng hoá tiêu dùng và các sản phẩm hàng hoá khác.
- Đầu tư xây dựng, cho thuê văn phòng, nhà ở, trung tâm thương mại.
- Kinh doanh các ngành nghề khác không bị cấm theo các quy định của pháp luật.

### Nhãn hàng[4]
- Trung thu
- Goodmilk
- Bánh kẹo lễ
- Toffee
- Sokiss
- Mercury
- Daka
- Chew
- Gabi
- Longpie
- Miniwaf
- Sozoll
- Pastry
- Soheart
- Okie
- Coolte
- Sami
- Sochips
- Cream Cracker
- Chew
- Marta
- Chip
- Jelly cup
- Gold bell
- Xốp fruit
- Haiha pop
- Hard filling
- Kẹo cứng
- Mứt Tết

## Danh hiệu và phần thưởng[2]
- 4 Huân chương Lao động Hạng Ba (năm1960 – 1970)
- 1 Huân chương Lao động Hạng Nhì (năm 1985)
- 1 Huân chương Lao động Hạng Nhất (năm 1990)
- 1 Huân chương Độc lập Hạng Ba (năm 1997)
- Bằng khen của Thủ tướng chính phủ năm 2010